# 성장소설
성장소설(독일어: bildungsroman 빌둥스로만[*]은 어른이 되어가는 어린 주인공의 심리적이고 도덕적인 성장에 초점을 맞추는 소설 장르로 독일의 교육개념인 빌둥의 관점을 담고있다. 그러므로 변화는 매우 중요하다. 더 나아가 이 장르는 몇가지 형식과 주제들을 특징으로 지니고 있다.
성장소설의 기원은 보통 괴테가 《빌헬름 마이스터의 수업시대》를 1795-96년 무렵에 출간한 때로 잡는다. "모든 사람들이 《빌헬름 마이스터》를 교양소설의 원형이라고 말한다." 성장소설은 독일에서 시작되어 처음에는 유럽에서 폭 넓은 영향력을 발휘하였고, 나중에는 전 세계로 그 영향력이 확대되었다. 토마스 칼라일이 괴테의 소설을 영어로 번역하여 1824년에 그것을 출간한 이래, 많은 영국 작가들의 소설이 괴테의 그 작품에 영감을 받아 창작되었다. 20세기에 이 장르는 특히 여성과 일부 작가들 사이에서 인기가 있었으며, 전 세계적으로 확산되었다.

## 성장소설의 예
- 괴테의 빌헬름 마이스터의 수업시대
- 괴테의 젊은 베르테르의 슬픔
- 헤르만 헤세의 싯다르타
- 헤르만 헤세의 데미안
- 헤르만 헤세의 유리알 유희
- 토마스 만의 마의 산
- 에리히 레마르크의 서부 전선 이상 없다
- 하퍼 리의 앵무새 죽이기
- 서머싯 몸의 인간의 굴레

## 참고 문헌
- Lynch, Jack. 1999. Glossary of Literary and Rhetorical Terms
- 미하일 바흐찐(Bakhtin, Mikhail). 1996. “The Bildungsroman and its Significance in the History of Realism.” In Speech Genres and Other Late Essays. Edited by Caryl Emerson and Michael Holquist. Austin, Tex.: University of Texas Press, 10-59.
- Iversen, Anniken Telnes (2009): Change and Continuity: The Bildungsroman in English. University of Tromsø, Munin.